# حزب دموکراسی چین
حزب دموکراسی چین (DPC ; چینی ساده‌شده: 中国民主党; چینی سنتی: 中國民主黨; پین‌یین: Zhōngguó Mínzhǔ Dǎng) یک حزب سیاسی است که در جمهوری خلق چین آغاز به کار کرد و توسط حزب کمونیست چین (ح.ک. چ) ممنوع اعلام شد. تاریخچه DPC و تاریخ تأسیس آن نامشخص است زیرا این گروه دارای مسیرهای تاریخی زیادی در زیر گروه‌های مختلف بنیانگذاران است. به‌طور کلی به رسمیت شناخته شده‌است که توسط فعالان دموکراسی و رهبران سابق دانشجویی از اعتراضات سال ۱۹۸۹ میدان تیان آنمن بر اساس منابع غربی جمع شده‌است.

## تاریخچه

### پیدایش
در حالی که اولین تاریخ ذکر شده برای تأسیس ۲۵ ژوئن ۱۹۹۸ است، این حزب در ۲۸ ژوئن ۱۹۹۸ هنگامی که بیل کلینتون، رئیس‌جمهور ایالات متحده به چین سفر می‌کرد، ثبت رسمی شد. وانگ یوکای، یکی از فعالین اصلی در اعتراض سال ۱۹۸۹ تیان آن من به همراه وانگ دونگهای و لین هوی به سالن روابط عمومی عموم هانگژو در استان ژجیانگ رفتند تا این حزب را در چین به ثب رسانند که توسط حزب کمونیست چین رد شد.

### پاسخ حزب کمونیست
روز بعد در ۲۹ ژوئن ۱۹۹۸، وانگ توسط پلیس ایالتی در خانه اش دستگیر شد. وی به دلیل ایجاد مخالفت علیه دولت چین متهم شد. دادگاه وی از ۱۸ دسامبر آغاز شد و چون هیچ وکیل دفاعی نداشت، دادگاه وی فقط چند ساعت به طول انجامید. وی به سرعت در ۲۱ دسامبر ۱۹۹۸ به ۱۱ سال زندان و سه سال محرومیت از حقوق سیاسی به دلیل قصد براندازی محکوم شد.
در همان روز، شو ونلی، عضوی ۵۵ ساله نیز به جرم سرنگونی حزب کمونیست به ۱۳ سال محکوم شد.
در ۲۲ دسامبر ۱۹۹۸، شین یونگمین به جرم آسیب رساندن به اوراق بهادار دولتی به ۱۲ سال زندان محکوم شد.
لی پنگ، رئیس کمیته دائمی کنگره ملی خلق در آن زمان اعلام کرد: «اگر گروهی برای نفی رهبری حزب کمونیست طراحی شده باشد، وجود آن مجاز نخواهد بود.»
حزب کمونیست حزب دموکرات را را یک سازمان غیرقانونی اعلام کرد و به دنبال آن در سال ۱۹۹۸ در پکن پس از صدور حکم در ۲۳ دسامبر ۱۹۹۸، دادگاه عالی مردم اعلام کرد که «هر کسی که آگاهانه مطالب حاوی تحریک برای سرنگونی قدرت دولت و سیستم سوسیالیستی یا تقسیم کشور را منتشر، چاپ، کپی یا توزیع کند» می‌تواند به جرم جنایت محاکمه شود. این اتهامات می‌تواند منجر به حبس ابد برای کارگردانان فیلم، توسعه دهندگان نرم‌افزار رایانه ای، نویسندگان و هنرمندان و پرسنل رسانه و نشر شود که همه آنها مشمول بخشنامه جدید هستند.

### سرکوب اعضای دیگر
صدها نفر از اعضای این حزب بودند که بازداشت، دستگیر و به زندان محکوم شدند. در میان آنها:
- لیو ژیان بین
- وو ییلونگ
- گائو هونگمین
- ژا جیانگو
- مائو چین‌شیانگ
- زو یوفو
- زو ژنگمینگ
- لیو شیژون
- شو گوانگ
- او وانبائو
- چن شوکینگ
- زی وانجون

موارد فوق برخی از اعضای حزب هستند. مخالف اینترنت He Depu نیز دستگیر و در یک مرکز اصلاح و ترقی بازداشت شد.

### حاضر
بعداً شو ونلی و وانگ یوکای در ۲۴ دسامبر ۲۰۰۲ و ۴ مارس ۲۰۰۴ به ایالات متحده تبعید شدند. در ۱۳ اوت ۲۰۰۶، اولین کنگره حزب دنوکرات چین در هتل شرایتون از فلاشینگ، کوئینز، نیویورک در ایالات متحده برگزار شد. نی یو شیان، رهبر جنبش دموکراسی چین، یکی از بنیانگذاران حزب دموکراسی و حزب آزادی و دموکراسی چین، ریاست این کنگره را بر عهده داشت. در مجموع ۱۱۱ نماینده از تمام استان‌ها، شهرداری‌ها و مناطق خودمختار چین در این کنگره شرکت کردند. این کنگره اساسنامه حزب دموکراسی چین، برنامه حزب و برخی قطعنامه‌های مهم را تصویب کرد.
پلتفرم خدمات هماهنگی حزب دموکراسی چین توسط اعضای حزب دموکراسی چین که در چین هستند، دانشجویان خارج از کشور و اعضای حزب دموکراسی چین در تبعید تأسیس شده‌اند. اعضای گروه ابتکار عبارتند از وانگ یوکای، لین هوی، چن شوکینگ، چن ژیوی، گائو یجو، لو لو گنگسونگ، شو گوانگ، شان چنفنگ و بسیاری دیگر از اعضای این گروه.
در ژانویه ۲۰۰۸، عضو حزب ژنگ چونژو حزب کمیته محلی دموکراسی چین را تأسیس کرد. ژنگ چونژو رهبر دانشجویی سابق در جریان جنبشهای پیش دموکراتیک ۱۹۸۹ در استان آنهویی بود و او نامه سرگشاده ای را به رهبران چین منتشر کرد تا از شروع مجدد اصلاحات سیاسی حمایت کند.

## خلاصه حزب
ویژگی‌های حزب دموکراسی چین به شرح زیر است:
- حزب دموکراسی چین در سرزمین اصلی چین تأسیس شد.
- براساس بسیاری از اسناد صادر شده توسط حزب دموکراسی چین کمیته سازماندهی ژجیانگ و دفتر حزب پکن-تیانجین در سال ۱۹۹۸، به ویژه «اعلامیه حزب دموکراسی چین برای قرن جدید» صادر شده توسط دفتر مرکزی حزب دموکراسی چین در اول ژانویه، ۲۰۰۰، واضح است که DPC محکم بر پایه ای محکم از آرمان‌های دموکراتیک واقعی تأسیس شده‌است.
- حزب دموکراسی چین توسط گروه بزرگی از مردم تأسیس شد. اعضای اصلی آن عمدتاً از شرکت کنندگان جنبش دیوار دموکراسی چین ۱۹۷۸، جنبش دموکراسی ۱۹۸۹ و جنبش‌های مختلف دموکراسی از خارج هستند. اکثریت قریب به اتفاق رهبری آن از طریق انتخابات عادلانه انتخاب شد. بیش از ۴۰ رهبر آن رنج زندان را تحمل کرده‌اند. تا به امروز، بیش از ۲۰ رهبر آن هنوز در زندان هستند.
- حزب دموکراسی چین از نخستین روز تأسیس خود مورد توجه و مداخله دقیق دولت ایالات متحده و سایر کشورها قرار گرفته‌است. به‌طور خاص در سال ۱۹۹۹ تحت رهبری وانگ شیژه، کمیسیون حقوق بشر سازمان ملل متحد اعضای حزب دموکراسی چین را به نام‌های شو ونلی، چین یونگ‌مین و وانگ یوکای به عنوان برنده جایزه صلح نوبل معرفی کرد.[۱۰]